# Eugen Steinach
Eugen Steinach (28 de enero de 1861 – 14 de mayo de 1944) fue un fisiólogo austriaco, pionero en el campo de la endocrinología.
Se convirtió en director del Instituto Biológico de Viena de la Academia de Ciencias en 1912, año en el que realizó experimentos en el trasplante de testículos de un conejillo de Indias a un ejemplar hembra y la castración del ejemplar macho. La secreción testicular, hoy conocida como testosterona, resultó en que la hembra desarrollara un comportamiento sexual masculino, como montar a su compañero. Esto llevó a Steinach a teorizar que las secreciones de la glándula eran las responsables de la sexualidad.
Desarrolló la "operación de Steinach" o "vasoligatura de Steinach", cuyos objetivos eran reducir la fatiga sexual y las consecuencias del envejecimiento y aumentar el vigor general y la potencia sexual en los hombres. Consistió en una vasectomía media (unilateral), que Steinach teorizó que cambiaría el equilibrio de la producción de esperma hacia el aumento de la producción de hormonas en el testículo afectado.
Algunos célebres cirujanos que trabajaron con Steinach en los años 1920 y 1930 incluyeron a Victor Blum, Robert Lichtenstern y Norman Haire. William Butler Yeats tuvo un arrebato de poesía lírica y una "segunda pubertad" después de que Haire le hiciera la vasoligatura de Steinach el 6 de abril de 1934. El procedimiento fue desacreditado más adelante, pero incluso en el pico de su renombre había médicos escépticos tales como Morris Fishbein, editor del Journal of the American Medical Association.  Steinach recibió seis nominaciones para el Premio Nobel en Fisiología entre 1921 y 1938, pero nunca lo recibió.
Murió el 14 de mayo de 1944, durante el exilio en Suiza. Harry Benjamin, en un obituario de junio de 1944 para su colega, atribuyó la melancolía de sus últimos años a su exilio forzado en Zúrich y a la "crítica injusta" de sus rejuvenecimientos y enfatizó el "enorme impulso" que su trabajo le había dado a los bioquímicos en el estudio de las glándulas endocrinas.